# توماس إم. غولدن
توماس إم. غولدن (بالإنجليزية: Thomas M. Golden)‏ هو محامي وقاضي أمريكي، ولد في 1 نوفمبر 1947 في بوتسفيل في الولايات المتحدة، وتوفي في 31 يوليو 2010 في ريدينغ في الولايات المتحدة.